# Franz Kremer
Franz Kremer (Cologne, 30 juillet 1905 - Cologne, 11 novembre 1967) est un des principaux artisans et le premier président du 1. FC Köln.
Il est un des « pères » de la Bundesliga.

## Biographie
En tant que Président du Kölner BC 01, Franz Kremer est une des chevilles ouvrières de la fusion de ce club avec le SpVgg Sülz 07 pour former le 1. FC Köln, en 1948.
Kremer réussit à former et à développer un club à l'identité de toute la ville de Cologne à une époque où les autres clubs travaillent fort individuellement (malgré diverses fusions) et se limitent à une seule partie de la ville ou de sa périphérie. Il fait le pari sous la forme d'un « Voulez-vous être champion d'Allemagne avec moi ? ». Avec des méthodes de gestion modernes et visionnaires, il développe, amène et établit le 1. FC Köln parmi les ténors du football allemand.
Le club remporte deux titres nationaux sous la présidence de Kremer (1962 et 1964), soit l'avant-dernier sacre délivré selon l'ancienne formule (Oberligen puis tour final) et le tout premier titre de l'Histoire de la Bundesliga. 
Autoritaire, Kremer ne se fait pas que des amis. Amis ou pas, la plupart parlent de lui en employant le surnom de « der Boss ».  
Le décès soudain de Franz Kremer prend son club au dépourvu. Depuis lors, le 1. FC Köln ne brille que de façon épisodique. Il est inhumé au cimetière du Sud de Cologne.

## Bundesliga et critiques
Franz Kremer est élu pour être un des cinq membres du comité chargé d'élire les clubs fondateurs de la Bundesliga. À ce titre, il ne se fait pas que des amis, principalement du côté d'Aix-la-Chapelle.
Les responsables, sympathisants et supporters de l'Aachener TSV Alemannia accusent (et gardent longtemps rancune) Franz Kremer d'avoir empêché leur club d'être un des fondateurs de la Bundesliga. Selon les critères de base, le club « jaune et noir » se classe en ordre utile. Mais c'est le Meidericher SV (de nos jours MSV Duisburg) qui est retenu pour entrer dans la nouvelle élite. Les critiques qui émanent de l'Alemannia font état que Kremer aurait voulu barrer la route à son principal rival (Alemannia Aachen et le 1. FC Köln sont affiliés à la même fédération régionale, la Fußball-Verband Mittelrhein). D'autres insistent sur le fait que Kremer aurait aussi privilégié un club de la Fußballverband Niederrhein. Cette fédération n'aurait pas été représentée en Bundesliga sans l'élection du Meidericher SV. Tous ces critiques oublient évidemment que Franz Kremer n'avait pas une voix plus prépondérante que les quatre autres membres chargés de l'élection et que c'est tout ce comité d'élection qui porte la responsabilité des choix.